# Trion (Georgia)
Trion is een plaats (town) in de Amerikaanse staat Georgia, en valt bestuurlijk gezien onder Chattooga County.

## Demografie
Bij de volkstelling in 2000 werd het aantal inwoners vastgesteld op 1993.
In 2006 is het aantal inwoners door het United States Census Bureau geschat op 2052, een stijging van 59 (3,0%).

## Geografie
Volgens het United States Census Bureau beslaat de plaats een oppervlakte van
10,3 km², geheel bestaande uit land. Trion ligt op ongeveer 242 m boven zeeniveau.

## Plaatsen in de nabije omgeving
De onderstaande figuur toont nabijgelegen plaatsen in een straal van 32 km rond Trion.